# Bernardino Mantegna
Bernardino Mantegna (Mantova, 1490 – Mantova, 1528) è stato un pittore italiano.

## Biografia
Bernardino Mantegna era figlio di Andrea Mantegna. Fu pittore e allievo del padre e già a sedici anni entrò nelle grazie dei Gonzaga, in particolare della marchesa Isabella d'Este.
Morì nel 1528.